# Les Ventes
Les Ventes es una localidad y comuna francesa situada en la región de Normandía, departamento de Eure, en el distrito de Évreux y cantón de Conches-en-Ouche.

## Demografía
| 344 | 324 | 500 | 965 | 1035 | 1006 |
| Para los censos de 1962 a 1999 la población legal corresponde a la población sin duplicidades (Fuente: INSEE [Consultar]) |     |     |     |      |      |

## Lugares y monumentos
- Dolmen de la Pierre Courcoulée.
- Iglesia de Saint-Eloi, del siglo XVI (bajorrelieves renacentistas y fragmentos de vidrieras del siglo XVI).
- Manoir de la Trigale.
- Casa normanda.